# آلبرت یانگ
آلبرت یانگ (انگلیسی: Albert Young; ژانویه ۲۰۱۳ –سپتامبر ۱۹۱۷) بازیکن فوتبال اهل بریتانیا بود.
از باشگاه‌هایی که در آن بازی کرده‌است می‌توان به باشگاه فوتبال آرسنال، باشگاه فوتبال سوئیندون تاون، و باشگاه فوتبال چلمزفورد سیتی اشاره کرد.